# Убаші-хунтайджі
Шолой Убаші-хунтайджі (бл. 1567—1627) — 1-й алтин-хан монголів в Халхці. Засновник держави алтин-ханів.

## Життєпис
Походив з гілки Хубілаїдів династії Чингізидів. Був прапраонуком великого кагана Монголії Даян-хана від його сина Гересандзи. Син Тумен-Дара-нойона. Про дату народження й молоді роки нічого невідомо. Близько 1587 року отримав від Лайхор-хана, правителя держави дзасакту-ханів, землі хотогойтів (Північно-західна Монголія) та область біля озера Хубсуґул, прийнявши титул алтин-хана (золотого хана). Того ж року в союзі з урянханським нойоном Сайн-Маджиком спробував відновити владу монголів над ойратами. Цим розпочав тривалу монголо-ойратську війну. Втім внаслідок неузгодженості з союзником зазнав тяжкої поразки.
В результаті 1590-ті роки Убаши-хунтайджі присвятив боротьби проти єнісейських киргизів, в землі яких здійснив низку вдалих походів. Також намагався встановити владу уздовж течії Іртиша. Крім того, розпочав тривалу війну проти урянхайців, яких вважав зрадниками, боротьба завершилася підкоренням урянхайців до 1604 року. Тоді ж відправляє перше посольства до тобольського воєводи Московського царства. У відповідь воєвода спрямував козака Івана білоголова, але той вимушений був чекати в Томську на повернення Убаші-хунтайджі з походу проти киргизів, який успішно завершився 1608 року.
Убаші-хунтайджі в 1608 році окупував центр колишнього ойратского володіння в регіоні Киргиз-Нор і Убса-Нор Було засновано ставку (ургу) алтин-хана біля озера Убса. В результаті було створено доволі міцне ханство. У 1609 році розпочав другий похід проти ойратів, але знову зазнав поразки, тому вимушений був відступити з усіх ойратських земель.
У 1610-х роках відновлює дипломатичні відносини з Московським царством, де на той час завершився Смутний час. На цей час приходиться початок розповсюдження ламаїзму вземліх Убаші-хунтайджі, який спочатку тримав лам в якості перекладачів та посланців. Водночас не заважав проповідувати буддистські канони.
У 1614 році розпочав нову військову кампанію проти ойратів, очоливши 80-тисячне військо. На цей раз вона була доволі успішною. Того ж року завдав поразки Байбагас-батуру, очільнику ойратських племен. 1615 році переміг ойратів на чолі із Хара-Хулою. завдяки цьому східні ойрати визнати зверхність Убаші-хунтайджі, а інші відкочували до Тобольська, намагаючись здобути захист у Московії.
У 1616 році в своїй ставці алтин-хан прийняв перше московське посольство на чолі із отаманом Василем Тюменцевим, що планувало в подальшому рушити до Китаю. У 1618 році прийняв нове посольство московитів на чолі із козаком Іваном Петліном, яка також збиралася дістатися Китаю. Цього разу Убаші-хунтайджі допоміг виконати завдання. Водночас  з 1618 року починаються тертя з тобольським воєводою щодо зведення спочатку Кузнецького, а потім Тунгуського острогів на землях кузнецьких і абінських татар, данників алтин-хана. У 1620-х роках стосунки з Московією погіршилися через намагання підкорити народи між Єнісеєм і Іртишому (в їх верхів'ях), яких Убаші-хунтайджі вважав своїми данниками.
1620 року підкорив ойратів біля Чорного Іртишу. У 1623 році поновилася війна з ойратами, яку очолили Хара-Хула і Байбагас. Але Убаші-хунтайджі завдав рішучої поразки 36-тисячній армії ойратів. В результаті практично повністю було підкорено ці племена, окрім гірських областей Тарабагаю. Втім у 1627 році Хара-Хула знову очолив ойратський спротив. В цій війні Убаші-хунтайджі зазнав поразку й загинув. Його владу успадкував син Омбо-Ердені-хунтайджі.